# Dmitri Antonowitsch Wolkogonow

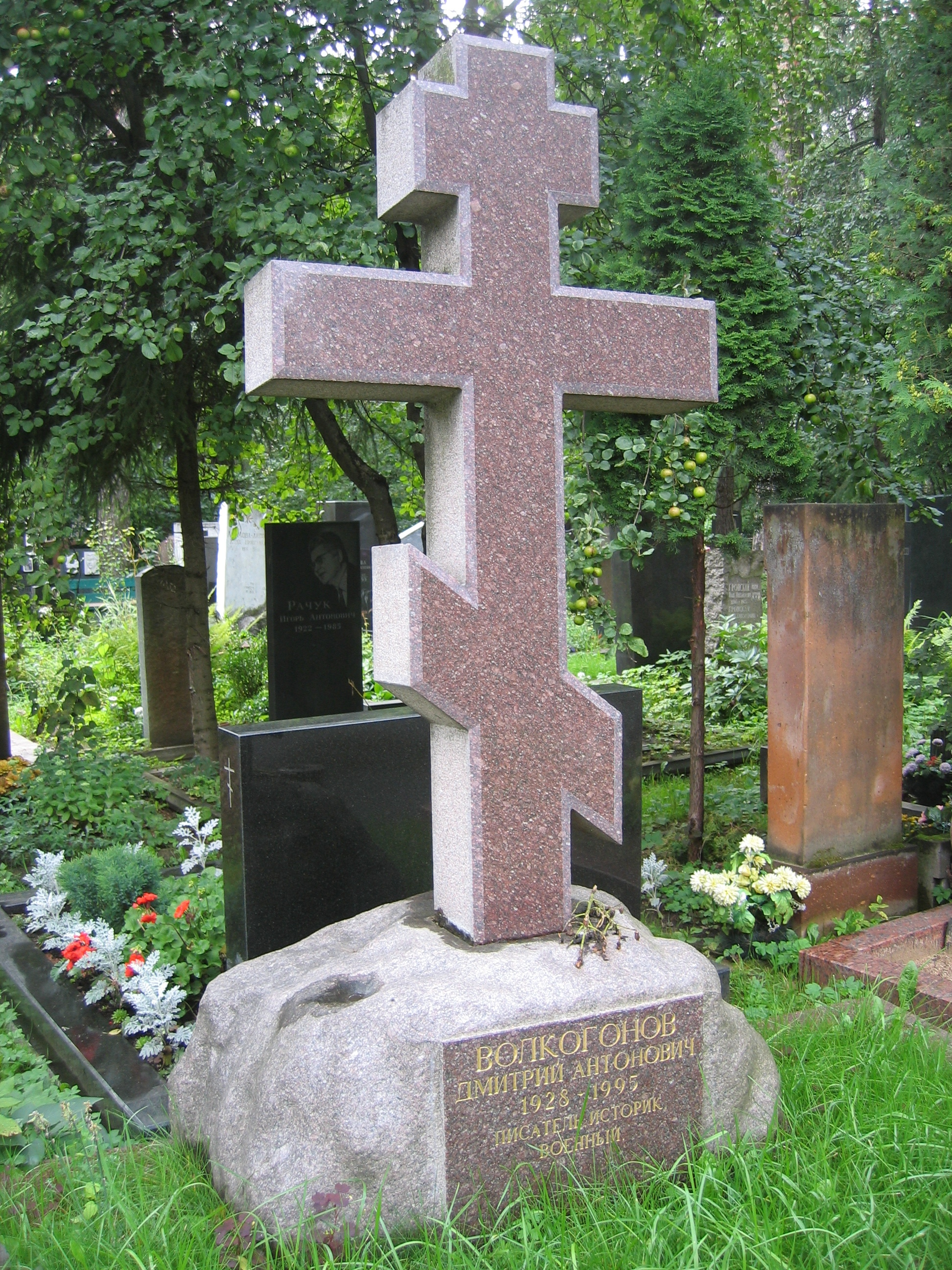
Grab von D. A. Wolkogonow

Dmitri Antonowitsch Wolkogonow (russisch Дмитрий Антонович Волкогонов; * 22. März 1928 in Tschita in Ostsibirien; † 6. Dezember 1995 in Krasnogorsk bei Moskau) war ein sowjetischer bzw. russischer Generaloberst (Dreisternegeneral), Philosophieprofessor und Historiker.
International bekannt wurde Wolkogonow durch seine kritische Aufarbeitung der sowjetischen Geschichte, als Basis diente ihm ein intensives Quellenstudium. Für die Erforschung der Stalinära gilt er aufgrund seiner intensiven Aufarbeitung des Materials als einer der profiliertesten Historiker der Sowjetunion bzw. Russlands.

## Leben

### Familie
Dmitri Wolkogonow stammt aus einer sibirischen Bauernfamilie. Der Vater war Kolchosleiter, die Mutter hatte einen Universitätsabschluss und wurde aufgrund des Abschlusses in der Verbannung Lehrerin und Direktorin in Agul, da dort keine Lehrkräfte zur Verfügung standen. Der Vater wurde 1937 verhaftet und erschossen, weil man bei ihm eine Broschüre des in Ungnade gefallenen Bucharin gefunden hatte. Darauf wurde die Familie in das Dorf Agul, Rajon Irbejsk, Region Krasnojarsk in Westsibirien verbannt. Die Mutter starb während des Zweiten Weltkrieges ebenfalls in jungen Jahren. Weiters starben zwei seiner Onkel in Lagern, es waren einfache Bauern, die unvorsichtige Äußerungen gemacht hatten.

### Militärdienst, Politik und Geschichtsschreibung
1945 trat er in die Rote Armee ein. Am Ende der dreijährigen Ausbildung zum Panzerleutnant im Juli 1952 erfuhr er durch einen Kameraden, der ihn bespitzeln musste, dass er als Angehöriger von „Staatsfeinden“ galt und weiterhin mit Verfolgung rechnen müsse.
Er zeigte Begabung für Militärgeschichte und -organisation und begann 1961 ein Studium an der Lenin-Militärakademie in Moskau. Danach war er dort Professor für Philosophie bis 1970.
1950–1990 war er Parteimitglied der KPdSU.
Noch bei Stalins Tod im März 1953 als junger Leutnant war er überzeugter Stalinist, er glaubte, dass Stalin für den Tod seines Vaters und anderer Verwandter und die Verbannung seiner Familie nicht verantwortlich war. Aber bereits Mitte der 1950er Jahre erhielt er Zugang zu den Parteizeitungen der 1920er Jahre und erkannte die Unterdrückung einer politischen Debatte im Vergleich zur damaligen Zeit. Bestärkt wurde er durch die Geheimrede Chruschtschows am XX. Parteitag der KPdSU 1956. Seitdem sammelte er Material für seine Stalinbiographie.
Wie viele hohe sowjetische Funktionäre führte Wolkogonow ein Doppelleben. Nach außen stieg er immer höher, nach innen vertiefte er sich immer mehr in die Archive, was zu einer hohen persönlichen Unzufriedenheit führte.
1970 wechselte er in die Propagandaabteilung der Armee. Mit seinen damaligen Publikationen erwarb er sich den berechtigten Ruf eines Hardliners.
1978 begann er die Arbeit an der Stalinbiographie, die nach dem Amtsantritt Michail Gorbatschows kurz vor ihrem Abschluss stand. 1990 erschien sie in der Sowjetunion. Zu diesem Zeitpunkt waren alle Prinzipien der letzten 70 Jahre in Frage gestellt und die meisten Tabus wurden aufgearbeitet. In den frühen 1980er Jahren machte er Stalins Machtstreben für die totalitäre Entwicklung verantwortlich, während der Arbeit am zweiten Teil der Stalinbiographie änderte er seine Meinung und machte drei Faktoren dafür verantwortlich:
- Lenin durch seinen autoritären Kommunismus;
- Stalin durch sein Streben nach persönlicher Allmacht und Manipulation der innerparteilichen Rivalitäten;
- das russische Volk durch Trägheit, passiven Charakter, Hang zu einem starken Führer, Unkenntnis von Demokratie und persönlicher Autonomie.

1984–1985 war er Vizechef in der Hauptverwaltung der Armee, als solcher war er an der psychologischen Kriegführung gegen den Westen beteiligt.
1985 wurde er vor die Alternative gestellt, seine Forschungen oder seinen Posten in der Politischen Hauptverwaltung aufzugeben. Er entschied sich für die Übernahme der Leitung des Instituts für Militärgeschichte.
1985–1991 war er Direktor des Instituts für Militärgeschichte des Verteidigungsministeriums der UdSSR. Als solcher hatte er die Möglichkeit, die Geheimarchive der Partei zu studieren und legte die erste umfassende, dokumentarisch belegte Kritik am stalinistischen System vor.
In den frühen 1990er Jahren ließ er sich taufen. 1990 sammelte er Material für seine radikale Kritik an Lenin, der letztendlich die Krise der 1990er Jahre verschuldet hätte.
Im Juni 1991 erschien unter seiner Herausgeberschaft der Entwurf einer neuen Geschichte des Zweiten Weltkrieges. Noch im gleichen Monat wurde er von Verteidigungsminister Dmitri Jasow und hohen Militärs zum Rücktritt gezwungen.
Durch den erzwungenen Rücktritt hatte er praktisch freie Hand, außerdem war er bereits ein offener Anhänger Boris Jelzins. In der ersten Jahreshälfte 1991 wurde bei ihm bei einer Routineuntersuchung Darmkrebs entdeckt. Sein englischer Herausgeber ermöglichte ihm eine Operation sowie eine weitere wegen eines Tumors in der Leber, da unmittelbar nach seinem erzwungenen Rücktritt eine schwere Operation in einem Moskauer Militärspital zu riskant schien.
Während seiner zweiten Operation in Oxford im August 1991 erfuhr er vom Putsch gegen Michail Gorbatschow. Er hatte bereits früher von Verteidigungsminister Jasow die Drohung erhalten, dass etwas passieren werde, um Personen wie ihn loszuwerden. Er ging ein hohes persönliches Risiko ein, als er über BBC die Sowjetarmee aufrief, sich den illegalen Befehlen der Verschwörer zu widersetzen, und sandte an den Parlamentspräsidenten ein Fax, in dem er den Putsch ablehnte.
Anfang September 1991 kehrte er nach Moskau zurück und wurde Sonderberater Boris Jelzins in Verteidigungsfragen. Seine Hauptaufgabe war die Reduktion der Politischen Abteilung, da politische Indoktrination nicht mehr erforderlich sei. Den betroffenen Offizieren riet er zu einer Tätigkeit als politischer Berater. Zu dieser Zeit wurde er Generaldirektor der russischen Archive.
Vom Sommer 1991 – Ende 1993 war er zugleich Leiter der Kommission für die Freigabe von Staats- und Parteidokumenten. Unter seiner Amtszeit wurden 78 Millionen Akten zugänglich gemacht, dennoch wurde ihm von russischen Historikern der Vorwurf gemacht, er habe die Archive für private Zwecke monopolisiert.
1992 erschien in Russland seine Trotzki-Biographie, die noch weniger orthodox-kommunistisch orientiert war.
Seit 1993 war er Mitglied der Staatsduma. Von den Demokraten wurde er ebenfalls angegriffen, als Jelzin während einer Konfrontation mit dem Parlament einen Aufstand im Oktober 1993 gewaltsam und blutig beendete. Wolkogonow rechtfertigte den Einsatz von Waffen mit der mangelnden Kooperation der Aufständischen trotz Friedensangeboten, der Gefahr eines Bürgerkrieges und der Rückkehr zum GULag. Für ihn sei der Einsatz von Gewalt ein schmerzliches moralisches Dilemma gewesen, da Anwendung von Gewalt die Basis der marxistisch-leninistischen Herrschaft gewesen war.
Ende 1994 warnte Wolkogonow vor der Durchführung des Einmarsches in Tschetschenien, auch wenn das Regime verbrecherisch sei und gestürzt gehöre.
1994 erschien die Lenin-Biographie in Russland.
Nach Fertigstellung der Leninbiographie arbeitete er an seinem letzten Werk „Die sieben Führer“, das teilweise als sein Hauptwerk angesehen wird, wobei er die Kapitel über Lenin und Stalin nicht einfach kürzte, sondern aktualisierte und überarbeitete. Von Breschnew an stand er mit den sowjetischen Führern sogar in persönlichem Arbeitskontakt.
Wolkogonow wurde gelegentlich des Opportunismus bezichtigt, er fiel jedoch unter Gorbatschow bald in Ungnade und war auch unter Jelzin unbequem. Thema seiner Bücher war auch sein persönlicher Wandlungsprozess vom orthodoxen Marxisten (und sogar überzeugten Stalinisten) zum Demokraten.
Seine Thesen zur Geschichte sind:
- Es ist sinnlos, sich an der Geschichte zu rächen
- Es ist ebenso sinnlos, die Geschichte zu verlachen
- Man muss jedoch die Geschichte kennen und sich an sie erinnern

Die sieben kommunistischen Führer teilte er in drei Gruppen ein:
- vom Volk anerkannte Diktatoren, die etwas Geheimnisvolles, Irrationales, klassisch Revolutionäres an sich hatten und daher als einzige als wirkliche Führer anerkannt waren (Wladimir Lenin, Josef Stalin)
- von diesen begründete orthodox-bolschewistische und konservative Richtung (Leonid Breschnew, Konstantin Tschernenko, Juri Andropow nur mit Einschränkungen)
- reformistische Richtung (Nikita Chruschtschow, Michail Gorbatschow. Gorbatschow war aus der Sicht Wolkogonows jener Parteiführer, der als einziger ein Nachdenken über die fundamentalen Fragen des Sowjetsystems forderte, ein Umdenken aber ablehnte und das kommunistische System unter allen Umständen wahren wollte).

Wolkogonow hatte einen Bruder und eine Schwester, war verheiratet und hatte eine Tochter, die die Herausgabe seines Nachlasses besorgt.
Vieles konnte er wegen seiner Krebserkrankung nicht mehr in Angriff nehmen, an der er Ende 1995 in der Nähe von Moskau starb. Beigesetzt wurde Wolkogonow auf dem Kunzewoer Friedhof in Moskau.

## Werke (Auswahl)
Wolkogonow schrieb zunächst zahlreiche Bücher über militärische Fragen, Ende der 1980er und in den 1990er Jahren auch mehrere Biografien sowjetischer Revolutionäre und Politiker, die auch in andere Sprachen übersetzt und im Ausland verlegt wurden.
- Актуальные проблемы советской военно-этической теории (zu Deutsch etwa: Aktuelle Probleme der sowjetischen Militär- und Ethiktheorie). Moskau: 1972.
- Этика советского офицера. Moskau: Воениздат (Wojesnisdat), 1973.
  - Deutsche Übersetzung: Ethik für den sowjetischen Offizier. 1975.
- Моральные конфликты и способы их разрешения (zu Deutsch etwa: Moralische Konflikte und wie man sie löst). Moskau: Знание, 1974.
- Воинская этика (zu Deutsch etwa: Militärische Ethik). Moskau: Воениздат, 1976.
- Идеологическая борьба и коммунистическое воспитание (zu Deutsch etwa: Ideologischer Kampf und kommunistische Erziehung). Moskau: Знание, 1976.
- Беседы о воинской этике (zu Deutsch etwa: Gespräche über Militärethik). Moskau:, ДОСААФ, 1977.
- Научно-технический прогресс и развитие личности (zu Deutsch etwa: Wissenschaftlicher und technischer Fortschritt und persönliche Entwicklung). Moskau: Знание, 1977.
- О героях и героическом (zu Deutsch etwa: Über Helden und das Heldenhafte). Moskau: Знание, 1977.
- Школа героизма и мужества (zu Deutsch etwa: Die Schule des Heldentums und des Mutes). Moskau: Воениздат, 1977.
- Милитаристский характер идеологии и политики маоистов (zu Deutsch etwa: Der militaristische Charakter der maoistischen Ideologie und Politik). Moskau: 1978.
- На страже социалистического Отечества (zu Deutsch etwa: Zum Schutz des sozialistischen Vaterlandes). Moskau: Знание, 1978.
- Воинская этика. Moskau: Знание, 1980.
- Методология идейного воспитания (zu Deutsch etwa: Methodik der ideologischen Erziehung). Moskau: Воениздат, 1980.
- Доблести (zu Deutsch etwa: Tapferkeit). Moskau: Молодая гвардия, 1981.
- Маоизм: угроза войны (zu Deutsch etwa: Maoismus: Die Bedrohung durch den Krieg) Moskau: 1981.
- Ideologische Erziehung. Fragen der Theorie der ideologischen Erziehungsarbeit in den sowjetischen Streitkräften. 1981.
- Идеология – важнейший фронт классовой борьбы (zu Deutsch etwa: Ideologie - die wichtigste Front des Klassenkampfes) Moskau: Знание, 1982.
- Угроза миру – реальная и мифическая (zu Deutsch etwa: Die Bedrohung des Friedens - real und mythisch). Moskau:, 1982.
  - Übersetzung ins Swahili: Uzushi na ukweli kuhusu hatari kwa amani. Moskau: APN, 1982.
- Krieg und Armee. Philosophisch-soziologischer Abriß. Berlin: ²1982 (Mit A. S. Milowidow und S. A. Tjuschkewitsch).
- Борьба идей и воспитание молодежи (zu Deutsch etwa: Der Kampf der Ideen und die Erziehung der jungen Menschen). Moskau: 1983.
- Психологическая война. Moskau: Воениздат, 1983; ²1984.
  - Deutsche Übersetzung: Der psychologische Krieg. Die subversiven Handlungen des Imperialismus auf dem Gebiet des gesellschaftlichen Bewußtseins. Berlin: Militärverlag, 1985.
- Вооруженные силы в современном мире. Moskau: Знание, 1984.
- Der Mensch im modernen Krieg. Probleme der politisch-moralischen und psychologischen Vorbereitung der sowjetischen Soldaten. Berlin: Militärverlag, 1984. (mit G. W. Sredin und M. P. Korobejnikow).
- Феномен героизма (zu Deutsch etwa: Das Phänomen des Heldentums). Moskau: Политиздат, 1985.
- Мужество и память (zu Deutsch etwa: Mut und Erinnerung). Moskau: Воениздат, 1985.
- Die marxistisch-leninistische Lehre von Krieg und Armee. Berlin: Militärverlag, 1986.
- На страже мира и социализма (zu Deutsch etwa: Frieden und Sozialismus bewahren). Moskau: Знание, 1986.
- Оружие истины (zu Deutsch etwa: Waffe der Wahrheit). Moskau: Политиздат, 1987.
- Советский солдат (zu Deutsch etwa: sowjetischer Soldat). Moskau: Воениздат, 1987.
- Контпропаганда: теория и практика (zu Deutsch etwa: Advocacy: Theorie und Praxis). 1988 (Herausgeber).
- Триумф и трагедия. Политический портрет И. В. Сталина. Moskau: АПН, 1989. Neuauflagen Barnaul: 1990; Kemerowo: 1990; Moskau: Художественная литература, Bd. 1 1990, Bd. 2 1991.
  - Deutsche Übersetzung von Vesna Jovanoska: Stalin. Triumph und Tragödie. Ein politisches Porträt.; Düsseldorf: Claassen, 1989; Berlin: edition berolina, 2015.
- Сталин (zu Deutsch: Stalin). 2 Bde. Moskau: Новости, 1991–1992. Neuauflage 1996.
- Троцкий. Политический портрет. 2 Bde. Moskau: Новости, 1992; ²1994.
  - Deutsche Übersetzung von Vesna Jovanoska: Trotzki. Das Janusgesicht der Revolution. Düsseldorf: Econ, 1992; Berlin: edition berolina, 2017.
- Ленин. Политический портрет. 2 Bde. Moskau: Новости, 1993–1994.
  - Deutsche Übersetzung von Markus Schweisthal, Christian Geisinger, Jana Neik und Christiane Sieg: Lenin. Utopie und Terror. Düsseldorf: Econ, 1994; ²1996; Berlin: edition berolina, 2017.
  - Englische Übersetzung von Harold Shukman: Lenin. A New Biography. The Free Press, 1994; HarperCollins, 1996.
- Этюды о времени (zu Deutsch etwa: Pünktliche Etüden). Moskau: 1998.
- Семь вождей галерея лидеров СССР. Bd. 1: Wladimir Lenin, Josef Stalin und Nikita Chruschtschow; Bd. 2: Leonid Breshnew, Juri Andropow, Konstantin Tschernenko und Michail Gorbatschow. Moskau: Новости, 1995.
  - Deutsche Übersetzung von Udo Rennert: Die Sieben Führer. Aufstieg und Untergang des Sowjetreichs. Frankfurt/M.: Societät, 2001.[1]
- 10 вождей. От Ленина до Медведева (zu Deutsch etwa: 10 Führer. Von Lenin bis Medwedew). Eksmo, 2011 (mit Леонид Млечкин).

## Publikationen über Dmitri Wolkogonow
- Wadim S. Rogowin: Gab es eine Alternative zum Stalinismus?, Mehring 1996, ISBN 3-88634-068-6, S. 59f.
- Das Lexikon für Österreich, Bd. 20, Wien u. a. 2006, S. 237f.

## Fernsehdokumentationen mit Beiträgen von Dmitri Wolkogonow
- Hartmut Kaminski, Stalin, eine 4-teilige Fernsehserie des Süddeutschen Rundfunks, dazu erschien im TELE-Manuskriptdienst eine schriftliche Fassung

## Sonstige Publikationen, Nachlass von Dmitri Wolkogonow
Materialsammlungen zu verschiedenen Themen
- Als Direktor des Instituts für Militärgeschichte: zweibändige Sammlung über die 45.000 Offiziere, die während der Großen Säuberung der 30er Jahre verhaftet und von denen 15.000 erschossen worden sind
- Materialsammlung für ein Buch über die Schlacht bei Stalingrad
- große Zahl von Kurzbiographien von Personen, denen er als Armeeoffizier und Zivilist begegnet war

Zumindest ein Teil davon wird von seiner Tochter zur Veröffentlichung vorbereitet.